# Thompson (Manitoba)

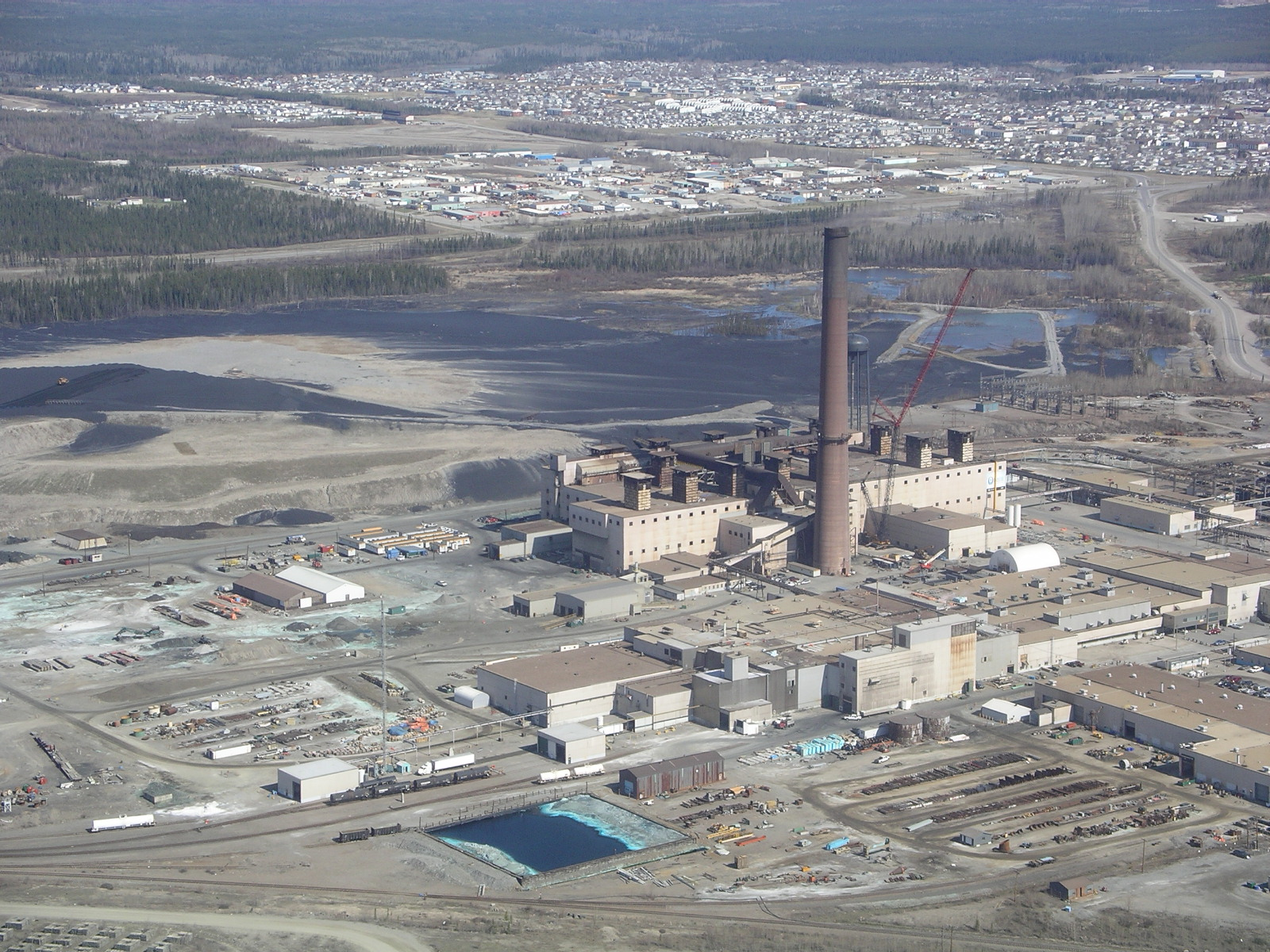
Die Nickelschmelze

Thompson ist eine Stadt in Manitoba (Kanada) und gleichzeitig die größte im Norden der Provinz. Sie befindet sich 739 km nördlich von Winnipeg und 396 km nordöstlich von Flin Flon. Die Einwohnerzahl beträgt 13.678 (Stand: 2016). Gemäß der Volkszählung von 2011 lebten in Thompson 12.829 Personen, was einen Rückgang gegenüber 2006 von 4,6 % bedeutete.

## Geschichte
Die Geschichte Thompsons begann am 4. Februar 1956, als ein großer Erzfund durch elektromagnetische Messung mit einem Flugzeug festgestellt wurde. Weitere 10 Jahre der Erkundung des Gebiets folgten. Das Unternehmen Inco Limited schloss eine Vereinbarung mit der Provinzregierung Manitobas über die Errichtung einer Mine und den dazugehörigen Einrichtungen sowie die Übernahme aller öffentlichen Dienstleistungen. Die Übereinkunft beinhaltete ebenfalls die finanzielle Unterstützung durch Inco, um die zukünftige Stadt mit der Eisenbahn nahe Thicket Portage zu verbinden. Thompson ist eine geplante Stadt und benannt nach dem damaligen Vorsitzenden Incos, John F. Thompson. Thompson erhielt die Stadtrechte 1967 und hatte bis zu 20.000 Einwohner.
Thompson wird auch als „The Hub of the North“ bezeichnet, da es als Zentrum der Politik und Handels der Region gilt.

## Wirtschaft
Der bedeutendste Industriezweig ist die Nickelförderung und dessen Weiterverarbeitung. Ebenfalls haben viele öffentliche Ämter ihre Büros in Thompson. Auch der Flughafen spielt als dritt-verkehrsreichster Manitobas eine wichtige Rolle als Arbeitgeber.

## Energie
Um elektrische Energie für die Stadt und die Industriebetriebe bereitzustellen, wurde gleichzeitig mit dem Aufbau der Stadt auch mit der Errichtung des Wasserkraftwerks Kelsey rund 90 km nordöstlich am Nelson River begonnen. Es wurde 1961 fertiggestellt und ist heute über drei Starkstrom-Leitungen mit einer Spannung von jeweils 138 KV mit der Stadt verbunden.
Weitere Energie liefert das Wasserkraftwerk Wuskwatim. Es liegt 45 km südwestlich von Thompson am Burntwood River in der Nähe der Taskinigup-Wasserfälle. Mit dem Bau wurde 2006 begonnen, es ging 2012 in Betrieb. Beide Kraftwerke sind Teil des Nelson River Hydroelectric Project.

## Söhne und Töchter der Stadt
- Curtis Leschyshyn (* 1969), Eishockeyspieler
- Niki Ashton (* 1982), Politikerin